# Giovanni di Napoli
Giovanni Diacono, o Giovanni di Napoli (seconda metà del IX secolo – inizi X secolo), è stato uno storico italiano.

## Biografia
Rettore della diaconia di San Gennaro, è autore di una cronaca dei vescovi napoletani o, perlomeno, di una parte della stessa (quella del periodo 763-872). L'opera è un'importante fonte storica che offre ragguagli sui rapporti tra Napoli, Roma, i principati longobardi e l'Impero Bizantino. Redasse anche degli Acta di santi.